# Barajas (metropolitana di Madrid)
Barajas è una stazione della Linea 8 della Metropolitana di Madrid.
Si trova sotto la Avenida de Logroño, presso Plaza de Pajarones, nel distretto di Barajas.

## Storia
La stazione è stata inaugurata il 7 settembre 1999 ed è stato capolinea della linea fino al 2007, quando venne aperta la stazione di Aeropuerto T4.

## Accessi
Vestibolo Barajas
- Avda. Logroño: Avenida de Logroño, 347 (angolo con Camino Viejo de Hortaleza)
- Ascensore: Avenida de Logroño, 347